# Calgacus
Calgacus (auch Galcacus, keltisch: „der Mann mit dem Schwert“) soll ein kaledonischer Heerführer (im heutigen Schottland) Ende des 1. Jahrhunderts n. Chr. gewesen sein. Es wird davon ausgegangen, dass es eine historische Person dieses Namens nicht gab.

## Leben und Quellenlage

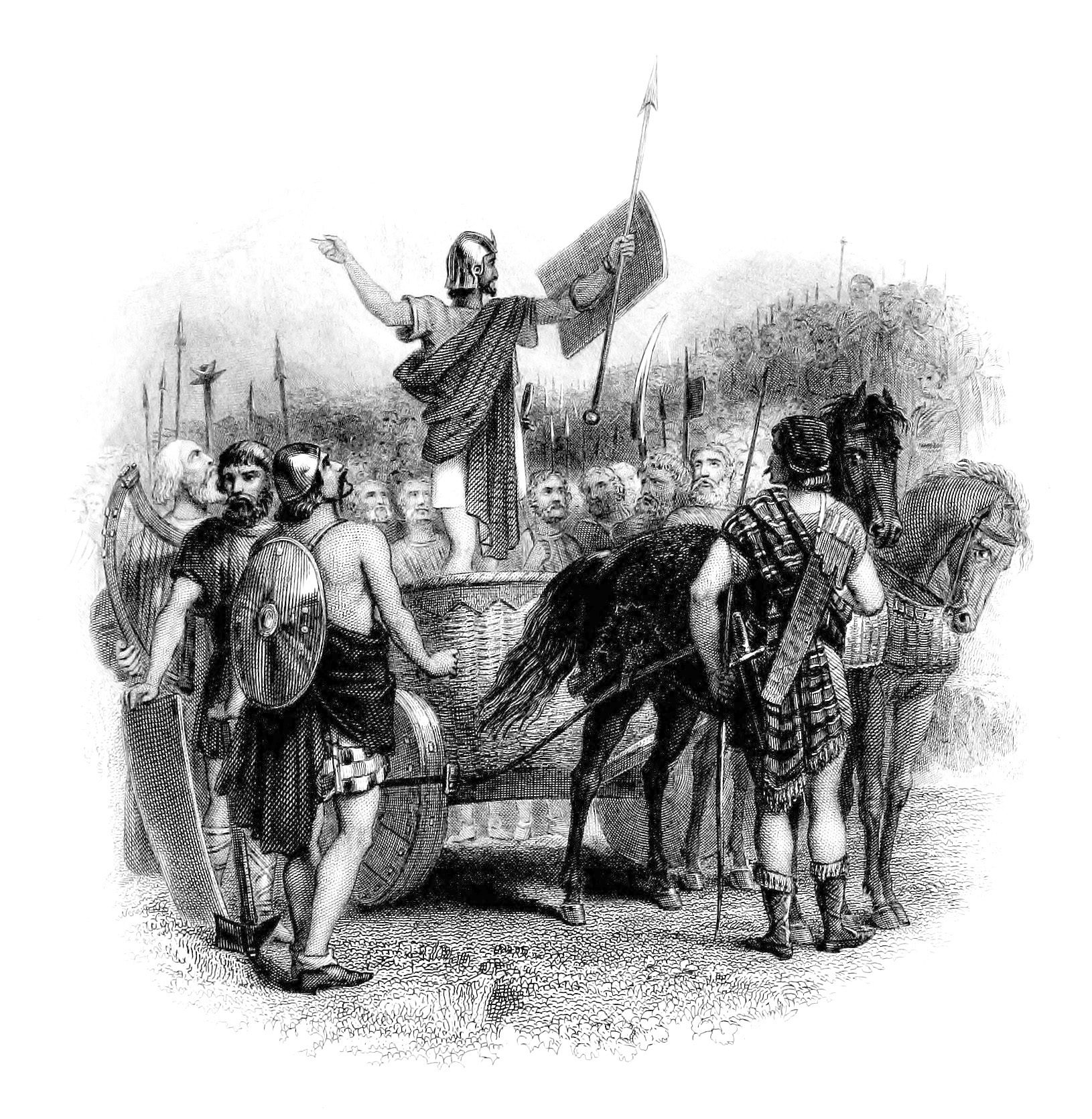
Calgacus hält seine Rede an keltische Krieger (Darstellung aus dem 19. Jahrhundert)

Er ist nur bekannt aus einer Passage bei Tacitus, der in der Biographie seines Schwiegervaters Gnaeus Iulius Agricola dessen Feldzüge in Britannien beschrieb. Agricola führte die römischen Truppen und britannische Hilfstruppen im Jahre 83 oder 84 n. Chr. im Kampf gegen die Kaledonier, den letzten unbesiegten Stamm im Norden der britischen Insel, an.
Laut Tacitus rief Calgacus, der unter den kaledonischen Anführern herausragte, vor der Schlacht am Mons Graupius wohl im Jahr 83 n. Chr. seine Landsleute in einer flammenden Rede zur Einigkeit auf und klagte die Römer als Aggressoren an. Calgacus’ bekanntester Satz, der wie die ganze Rede nicht authentisch ist, sondern von Tacitus stammt, wird immer wieder zur Kritik des römischen Imperialismus herangezogen: „Plündern, Morden, Rauben nennen sie mit falschem Namen Herrschaft, und wo sie Einöde schaffen, sprechen sie von Frieden.“ (Aufferre trucidare rapere falsis nominibus imperium, atque ubi solitudinem faciunt, pacem appellant.)
Obwohl die Kaledonier angeblich den Römern zahlenmäßig überlegen waren (vielleicht hat Tacitus den Sieg seines Schwiegervaters aber auch übertrieben), wurden sie in dieser Schlacht besiegt. Wenig später wurde Agricola jedoch von Kaiser Domitian nach Rom zurückbeordert, so dass die Römer den Sieg im schottischen Küstenland, den einzigen Vorstoß, der in ein Gebiet weit nördlich des späteren Antoninuswalles führte, nicht zur Ausweitung ihres Imperiums nutzten.